# Barasa orthosticha
Barasa orthosticha är en fjärilsart som beskrevs av Turner 1920. Barasa orthosticha ingår i släktet Barasa och familjen trågspinnare. Inga underarter finns listade i Catalogue of Life.